# Neofiber alleni
Neofiber alleni је врста глодара из породице хрчкова (лат. Cricetidae). 

## Распрострањење
Сједињене Америчке Државе су једино познато природно станиште врсте.

## Станиште
Станишта врсте су мочварна и плавна подручја.

## Начин живота
Годишњи број окота је просечно 4-6. 

## Угроженост
Ова врста није угрожена, и наведена је као последња брига јер има широко распрострањење.

### Популациони тренд
Популација ове врсте се смањује, судећи по расположивим подацима.